# Jana Šmeralová
Jana Šmeralová, née le 15 avril 1980 à Prague, est une joueuse de squash représentant la République tchèque. Elle atteint le 54e rang mondial en juillet 2005, son meilleur classement. Elle est championne de République tchèque à 9 reprises consécutivement de 1998 à 2006, un record.

## Palmarès

### Titres
- Championnats de République tchèque : 9 titres (1998-2006)